# Palazzo Albizzeschi
Il palazzo Albizzeschi è uno storico edificio situato a Massa Marittima, nella provincia di Grosseto, nel terziere di Cittavecchia.

## Storia
Questo antico palazzo, risalente al XIV secolo, era la residenza degli Albizzeschi, importante famiglia che possedeva il primo polo metallurgico costruito nella frazione di Valpiana. Nel 1380, nacque nelle stanze di Palazzo Albizzeschi il santo Bernardino da Siena. Nel 1516, l'abitazione fu modificata e adibita a convento: al suo interno fu costruita una cappella che conservava le reliquie del santo. Infine, nella seconda metà del XIX secolo, l'edificio fu modificato e restaurato nuovamente per volere di Giovanni Petrocchi per ritornare alla sua funzione abitativa, pur mantenendo intatta la stanza tradizionalmente considerata luogo di nascita di Bernardino.

## Descrizione
L'ingresso è costituito da cinque portoni simmetricamente allineati a piano terra lungo la facciata principale. Accanto al portone principale è situata una lapide in ricordo di San Bernardino. Sulla facciata è collocata una ceramica che riproduce l'orifiamma del santo, opera dell'artista Pier Luigi Olla.